# Комуністична партія Філіппін
Комуністична партія Філіппін (тагал. Partido Komunista ng Pilipinas) — марксистсько-ленінсько-маоїстська революційна організація та комуністична партія на Філіппінах, утворена Хосе Марією Сісон 26 грудня 1966 року. визначена як терористична група Державним департаментом Сполучених Штатів на підставі Указу № 13224 разом із Сісон та Новою Народною Армією (NPA) у 2002 році.
Партія швидко зростала, імовірно, через оголошення та введення воєнного стану колишнім президентом і диктатором Фердинандом Маркосом під час його 21-річного правління. Наприкінці правління Маркоса в країні кількість комбатантів розширилася до понад 10 000 бійців. У своїй промові перед Конгресом США в 1986 році наступник Маркоса Корасон Акіно назвав швидке зростання партії викликаним спробами Маркоса придушити її за допомогою «засобів, за допомогою яких вона росте» з його встановленням воєнного стану, припускаючи, що інші уряди розглядайте це як урок проти комуністичних заколотів.
У 2019 році Сісон заявив, що кількість її членів і прихильників зростає, незважаючи на заяви філіппінського уряду про те, що організація близька до знищення. Організація залишається підпільною операцією, основною метою якої є повалення філіппінського уряду шляхом збройної революції та усунення впливу США на Філіппіни. Він складається з Національного демократичного фронту, коаліції інших революційних організацій на Філіппінах, що мають відповідні цілі; Кабатаанг Макабаян, який служить його молодіжним крилом; і Нова народна армія, яка служить її збройним крилом.

## Ідеологія
Комуністична партія Філіппін, яка пропагує марксизм-ленінізм-маоїзм (MLM) є революційною пролетарською партією, яка дивиться на спадщину минулих філіппінських повстань і революцій з точки зору теорій Карла Маркса, Фрідріха Енгельса, Володимира Ульянова та Мао Цзедуна. Вона сприяє прогресу теорії та практики у світовій пролетарській революції, яка керується марксизмом-ленінізмом-маоїзмом (Преамбула, Конституція Комуністичної партії Філіппін, 1968).